# Villa Johanna (Nieuwegein)
Villa Johanna is een rijksmonumentaal woonhuis in de Nederlandse gemeente Nieuwegein.
De villa is omstreeks 1930 gebouwd in Jutphaas naar ontwerp van de architect Willem Maas. Volgens de opdracht- en naamgeefster, Johanna van Bentum, was ook Gerrit Rietveld betrokken bij het ontwerp. Het huis bevat onder meer vensters met glas in lood waarvan het ontwerp aan Piet Mondriaan wordt toegeschreven. Zowel de betrokkenheid van Gerrit Rietveld als van Piet Mondriaan is wel onderzocht maar nooit volledig vast komen te staan. Duidelijk is wel dat de glas in lood vensters de kenmerken hebben van De Stijl.
Medio jaren tachtig van de 20e eeuw is Villa Johanna grondig gerestaureerd waarbij het funderingsplan gewijzigd is en het huis gedeeltelijk onderheid is. Begin 21e eeuw heeft verdere renovatie plaatsgevonden om het als woonhuis beter aan hedendaagse eisen van modern comfort te laten voldoen.
In 2002 is de villa erkend als rijksmonument o.a. vanwege de architectuurhistorische waarde maar ook vanwege het karakteristieke gebruik van witgepleisterde gevels en stalen kozijnen.